# لامار (ویرجینیای غربی)
لامار (به انگلیسی: Lamar) یک منطقهٔ مسکونی در ایالات متحده آمریکا است که در ویرجینیای غربی واقع شده‌است. لامار ۸۲۶٫۹۳ متر بالاتر از سطح دریا واقع شده‌است.